# The Horse with the Flying Tail
The Horse with the Flying Tail ist ein US-amerikanischer Dokumentarfilm aus dem Jahr 1960, der von Larry Lansburgh für The Walt Disney Company produziert wurde. Der 48-minütige Film handelt von einem Palomino-Pony, das durch eine Reihe von Besitzern und Abenteuern in die US-amerikanische Reitturniermannschaft aufsteigt.

## Handlung
Zu Beginn wird das Pony Pelo de Oro, das zur Begleitung einer Rinderherde in New Mexico ausgebildet wurde, verkauft und weiterverkauft, wobei es einige Male auch schlecht behandelt wird. Schließlich wird das Talent für Springwettbewerbe für die US-Reitmannschaft durch den Trainer Hugh Wiley sowie den Mannschaftskapitän Bertalan de Némethy entdeckt. Es tritt schließlich in einem königlichen internationalen Turnier in London auf. Die Freude am Training für Wettbewerbe im Springreiten zeigt das Pferd, in dem der Pferdeschwanz bei jedem Sprung in die Luft fliegt. Zuletzt gelingt es dem Pony unter seinem neuen Namen Nautical bei den Panamerikanischen Spielen 1959 in Chicago eine Goldmedaille zu gewinnen.

## Auszeichnungen
Bei der Oscarverleihung 1962 wurde der Film mit dem Oscar für den besten Dokumentarfilm ausgezeichnet. Der Preis wurde von Regisseur und Produzent Larry Lansburgh entgegengenommen.

## Hintergrund
Der in Technicolor gedrehte Film wurde am 21. Dezember 1960 in den USA uraufgeführt.